# 李善 (唐朝)
李善（630年—689年），廣陵江都（今江苏省揚州市）人。唐高宗時期學者。注有《文選》六十卷，大行于世。

## 生平
李善年轻时向同郡人曹宪学《文选》。唐高宗顯慶（656年正月－661年二月）年間被左侍极贺兰敏之举荐，擢为崇賢館學士，兼沛王侍讀，后转兰台郎。李善非常博学，被人称为“书簏”。為《文選》注，敷析淵洽，表上之，賜齎頗厚。後除潞王府记室参军，出任涇城令。671年，贺兰敏之被武则天贬死于韶州，李善也被牵连流放姚州。后被赦免，寓居于汴州、郑州之间，以讲授《文选》为业，號“文選學”。

## 家族
子李邕，書法家